# Brev från en okänd kvinna
Brev från en okänd kvinna (engelska: Letter from an Unknown Woman) är en amerikansk långfilm från 1948 i regi av Max Ophüls. I huvudrollerna ses Joan Fontaine, Louis Jourdan, Mady Christians och Marcel Journet.

## Handling
Lisa Berndle fortsätter under många långa år att älska den man, en pianist, som hon är helt besatt av.

## Om filmen
Brev från en okänd kvinna har visats i SVT, bland annat i mars och november 2023.

## Rollista
| Joan Fontaine   | – Lisa Berndle               |
| Louis Jourdan   | – Stefan Brand               |
| Mady Christians | – Frau Berndle               |
| Marcel Journet  | – Johann Stauffer            |
| Art Smith       | – John                       |
| Carol Yorke     | – Marie                      |
| Howard Freeman  | – Herr Kastner               |
| John Good       | – Lt. Leopold von Kaltnegger |
| Leo B. Pessin   | – Stefan Jr.                 |